# Gran Premi del Canadà del 2008
La cursa del Gran Premi del Canadà de Fórmula 1 és la setena cursa de la temporada 2008 i s'ha disputat al Circuit Gilles Villeneuve a (Mont-real) el 8 de juny del 2008.

## Qualificacions del dissabte
| Pos. | Nº | Pilot                | Equip                 | Temps Q1 | Temps Q2 | Temps Q3 | Pos. final |
| ---- | -- | -------------------- | --------------------- | -------- | -------- | -------- | ---------- |
| 1    | 22 | Lewis Hamilton       | McLaren - Mercedes    | 1:16.909 | 1:17.034 | 1:17.886 | 1          |
| 2    | 4  | Robert Kubica        | BMW Sauber            | 1:17.471 | 1:17.679 | 1:18.498 | 2          |
| 3    | 1  | Kimi Räikkönen       | Ferrari               | 1:17.301 | 1:17.364 | 1:18.735 | 3          |
| 4    | 5  | Fernando Alonso      | Renault               | 1:17.415 | 1:17.488 | 1:18.746 | 4          |
| 5    | 7  | Nico Rosberg         | Williams - Toyota     | 1:17.991 | 1:17.891 | 1:18.844 | 5          |
| 6    | 2  | Felipe Massa         | Ferrari               | 1:17.231 | 1:17.353 | 1:19.048 | 6          |
| 7    | 23 | Heikki Kovalainen    | McLaren - Mercedes    | 1:17.287 | 1:17.684 | 1:19.089 | 7          |
| 8    | 3  | Nick Heidfeld        | BMW Sauber            | 1:18.082 | 1:17.781 | 1:19.633 | 8          |
| 9    | 17 | Rubens Barrichello   | Honda                 | 1:18.256 | 1:18.020 | 1:20.848 | 9          |
| 10   | 10 | Mark Webber          | Red Bull - Renault    | 1:17.582 | 1:17.523 |          | 10         |
| 11   | 12 | Timo Glock           | Toyota                | 1:18.321 | 1:18.031 |          | 11         |
| 12   | 8  | Kazuki Nakajima      | Williams - Toyota     | 1:17.638 | 1:18.062 |          | 12         |
| 13   | 9  | David Coulthard      | Red Bull - Renault    | 1:18.168 | 1:18.238 |          | 13         |
| 14   | 11 | Jarno Trulli         | Toyota                | 1:18.039 | 1:18.327 |          | 14         |
| 15   | 6  | Nelson Piquet Jr.    | Renault               | 1:18.505 | 1:18.393 |          | 15         |
| 16   | 14 | Sébastien Bourdais   | Toro Rosso - Ferrari  | 1:18.916 |          |          | 20²        |
| 17   | 20 | Adrian Sutil         | Force India - Ferrari | 1:19.108 |          |          | 16         |
| 18   | 21 | Giancarlo Fisichella | Force India - Ferrari | 1:19.165 |          |          | 17         |
| 19   | 16 | Jenson Button        | Honda                 | 1:23.565 |          |          | 18         |
| 20   | 15 | Sebastian Vettel     | Toro Rosso - Ferrari  | no time3 |          |          | 19         |

## Cursa
| Pos | Cotxe | Pilot                | Equip                 | Voltes | Temps/ Retir.   | Pos. de sort. | Punts |
| --- | ----- | -------------------- | --------------------- | ------ | --------------- | ------------- | ----- |
| 1   | 4     | Robert Kubica        | BMW Sauber            | 70     | 1:36:24.227     | 2             | 10    |
| 2   | 3     | Nick Heidfeld        | BMW Sauber            | 70     | + 16.495 s      | 8             | 8     |
| 3   | 9     | David Coulthard      | Red Bull - Renault    | 70     | + 23.352 s      | 13            | 6     |
| 4   | 12    | Timo Glock           | Toyota                | 70     | + 42.627 s      | 11            | 5     |
| 5   | 2     | Felipe Massa         | Ferrari               | 70     | + 43.934 s      | 6             | 4     |
| 6   | 11    | Jarno Trulli         | Toyota                | 70     | + 47.775 s      | 14            | 3     |
| 7   | 17    | Rubens Barrichello   | Honda                 | 70     | + 53.597 s      | 9             | 2     |
| 8   | 15    | Sebastian Vettel     | Toro Rosso - Ferrari  | 70     | + 54.120 s      | 19            | 1     |
| 9   | 23    | Heikki Kovalainen    | McLaren - Mercedes    | 70     | + 54.433 s      | 7             |       |
| 10  | 7     | Nico Rosberg         | Williams - Toyota     | 70     | + 54.749 s      | 5             |       |
| 11  | 16    | Jenson Button        | Honda                 | 70     | + 1:07.540 min. | 20            |       |
| 12  | 10    | Mark Webber          | Red Bull - Renault    | 70     | + 1:11.299 min. | 10            |       |
| 13  | 14    | Sébastien Bourdais   | Toro Rosso - Ferrari  | 69     | + 1 Volta       | 18            |       |
| Ret | 21    | Giancarlo Fisichella | Force India - Ferrari | 51     | Virolla         | 17            |       |
| Ret | 8     | Kazuki Nakajima      | Williams - Toyota     | 46     | Accident        | 12            |       |
| Ret | 5     | Fernando Alonso      | Renault               | 44     | Virolla         | 4             |       |
| Ret | 6     | Nelson Piquet Jr.    | Renault               | 43     | Frens           | 15            |       |
| Ret | 1     | Kimi Räikkönen       | Ferrari               | 19     | Col·lisió       | 3             |       |
| Ret | 22    | Lewis Hamilton       | McLaren - Mercedes    | 19     | Col·lisió       | 1             |       |
| Ret | 20    | Adrian Sutil         | Force India - Ferrari | 13     | Caixa canvi     | 16            |       |

- Aquesta és la primera victòria a la F1 de Robert Kubica i de BMW Sauber.

## Altres
- Pole: Lewis Hamilton 1: 17. 886

- Volta ràpida: Kimi Räikkönen 1: 17. 387 a la volta 14

| Anterior G.P.: Gran Premi de Mònaco del 2008  | FIA 2008 Fórmula 1 Campionat mundial | Següent G.P.: Gran Premi de França del 2008  |
| Anterior G.P.: Gran Premi del Canadà del 2007 | Gran Premi del Canadà                | Següent G.P.: Gran Premi del Canadà del 2010 |